# ジョージ・アベーラ
ジョージ・アベーラ（マルタ語: George Abela、1948年4月22日 - ）は、マルタの政治家。2009年から2014年にかけて、同国の大統領を務めた。
息子は、マルタ首相、労働党党首のロベルト・アベーラ。

## 経歴
ジョージとルドガーダ（旧姓デボノ）・アベーラ夫妻の子として、オルミに生まれる。地元オルミの小学校とハムルーンのリセで学ぶ。1965年にマルタ大学に入学し、文学士の学位を取得した。短期間、教師を務める傍ら勉学を続けて公証人となり、1975年に弁護士に出世した。まもなく顧問弁護士として労働総同盟に採用され、25年間にわたって勤続、そこで労働法に関する豊かな見識を得た。
オルミFC代表を経て、1982年にマルタサッカー協会の会長に選出された。アベーラは会長として練習場や屋内競技場、理学療法施設を建設し、人工照明を導入するなど、インフラの向上に努めた。これにより、サッカーマルタ代表のメンバーは初めて、プロレベルの環境でトレーニングができるようになった。
10年後の1992年、サッカー協会会長を降りたアベーラは、労働党の党務担当副代表に就任した。1996年の選挙で労働党が勝つと、アルフレッド・サント首相の顧問弁護士に任命され、閣議に臨席したが、翌年、首相との不協和から辞任した。1998年には労働党との一切の関係を断ったが、これは伝えられるところによると、当時直面していた国会の危機に対応するため、選挙の前倒しを決めた党幹部らとの軋轢が原因だった。労働総同盟との関係も2000年に冷え込み、公式にすべての関係を絶っている。
2000年以降、アベーラは開業弁護士としての活動に重点を置き、マルタ環境企画庁 (MEPA) やマルタ・EU運営行動委員会 (MEUSAC) など、多くの政府機関に顧問として勤めた。この動向と、アベーラの繰り返す労働総同盟批判から、メディアではエドワルド・フェネク・アダミ首相やオースティン・ガット大臣をはじめとするナショナリズム陣営と密接な関係にあるのではないかとの憶測が広がった。
アルフレッド・サントの辞職にともなう2008年の労働党代表選に、アベーラはエバリスト・バルトロ、マリー・ルイーズ・コレイロ・プレカ、ジョゼフ・ムスカット、ミカエル・ファルゾンとともに立候補した。6月6日に行われたアベーラとムスカットの決選投票で、アベーラは291票を獲得するに留まり、574票を得たムスカットに敗れた。新代表に選出された直後、ムスカットは新体制のもとで党務に復帰するようアベーラに求め、マルタ・EU運営行動委員会 (MEUSEC) の労働党代表に任命した。
2009年1月12日、ローレンス・ゴンズィ首相は次期大統領にアベーラを推薦すると発表し、4月4日に5年間の任期を終えるアダミの後継者になった。政権が野党から大統領を任命したのは、マルタ初のことであった。就任に先立って、アベーラはMEUSACと労働党の役職を辞職した。4月1日、国会はアベーラを第8代共和国大統領として承認した。この動議はゴンズィ首相から提案され、野党院内総務のムスカットが支持した。4月4日正午にルイス・ガレア国会議長によって大統領の宣誓式が行われ、アベーラは「適度な楽観と勇気が必要です。しかし、楽観と希望は充分ではありません。節制を学び、必要以上の支出を慎むことで私たちの文化を発展させなければなりません」と述べた。

## 栄典
国内
- 国民勲章一等 - 大統領として

海外
- リトアニア ヴィータウタス・マグヌス勲章一等（2012年5月17日）[4]
- ルーマニア ルーマニアの星勲章大綬